# Heeresoffizierschule III
Die Heeresoffizierschule III (HOS III) war die dritte von drei Heeresoffizierschulen zur Ausbildung der Offizieranwärter des Heeres. Die Schule bestand von 1958 bis 1974 und war in München ansässig. Ihre Nachfolgerin wurde die Offizierschule des Heeres (OSH) in Hannover.
Bedeutung erlangte sie u. a. im sportlichen Bereich, so als organisatorische Unterstützerin der Olympischen Sommerspiele 1972 und als Trainingszentrum des Heeres für den Modernen und Militärischen Fünfkampf. 

## Geschichte
Im Herbst 1957 entschied das von Franz Josef Strauß geleitete Bundesministerium für Verteidigung, dass die dritte Heeresoffizierschule in München und nicht in Böblingen errichtet werden sollte. In der bayerischen Landeshauptstadt hatte bereits die Akademie des Sanitäts- und Gesundheitswesens der Bundeswehr (später: Sanitätsakademie) ihren Sitz. Mangels Unterkünften für das Vorhaben im Umfang von 1.000 Mann konnte das Projekt 1957 zunächst nicht in Angriff genommen werden.
Nachdem im Januar 1958 das Vorauspersonal in der Funkkaserne in Freimann eingetroffen war, übernahm man sodann zwei Blocks in der Stetten-Kaserne (Schwere-Reiter-Straße) am Oberwiesenfeld in Schwabing-West, die von 1945 bis 1956 als Indiana Depot der United States Army fungiert hatte. Im April begann ein Vorbereitungslehrgang für Lehroffiziere und im Juli der offizielle Schulbetrieb mit dem 7. OA-Lehrgang. Wie auch bei anderen Verbänden erfolgte die Unterstellung beim Truppenamt (ab 1970 Heeresamt) in Köln.
Das Finanzbauamt München I war in den 1960er Jahren in zwei Abschnitten für weitere Baumaßnahmen zuständig. In dieser Zeit wurde u. a. ein neues dreigeschossiges und skelettbauartiges Hörsaalgebäude errichtet, das 1964 eingeweiht wurde. So konnte insbesondere ein Vortrags- und Kinosaal mit einem Fassungsvermögen von 700 Sitzen verwirklicht werden; die Aula wurde 1967 eingeweiht. Der Münchner Bildhauer Blasius Gerg gestaltete eine Betonplastik für den Eingangsbereich, welche das Schulwahrzeichen, einen Ritterhelm, zeigte. Weitere Entwürfe für das Gebäudeinnere legte der Maler und Graphiker Günther Graßmann vor. Nachdem es bereits 1963 an der HOS III zur Übergabe der Tannenbergfahnen gekommen war, wurde 1966 ein Ehrenmal für die Weltkriegsgefallenen des Fahnenjunkerlehrgangs von 1926 der Dresdner Infanterieschule der Reichswehr im Hörsaalgebäude eingeweiht.
1961 wurde das Offizier- und Fähnrichheim eingeweiht. Knapp ein Jahr später wurden die Wirtschaftsgebäude übergeben. Die Kulmbacher Firma WABAG plante für die HOS III ein modernes Hallenschwimmbad, das 1967 eingeweiht wurde. Außerdem fand die Einweihung der renovierten Kapelle statt. Die Gebäudeanordnung mündete auch in der Errichtung eines Appellplatzes.
Der Gründungsausschuss der Hochschule der Bundeswehr München konstituierte sich 1973 unter Anwesenheit von Bundesverteidigungsminister Georg Leber in der Stetten-Kaserne. Es folgten an der HOS III Inspektions- und Lehrgruppenauflösungen. Am 5. Juli 1974 sind im Zuge der Aufstellung der zwei Bundeswehrhochschulen in München und Hamburg die Heeresoffizierschulen I bis III in der Offizierschule des Heeres (OSH) in Hannover, später Dresden, aufgegangen.

## Gliederung
Der HOS III stand ein Kommandeur im Dienstgrad eines Brigadegenerals vor, der von einem Schulstab (S1 bis S4) unterstützt wurde. Neben den Lehrkräften wie Truppenfach-, Sport-, Sprach- und Rechtslehrer waren der Schule der Truppenarzt, die Truppenverwaltung, die Militärgeistlichen und die Bibliothek angegliedert. Im Mittelpunkt standen zunächst zwei Lehrgruppen (A und B), die sich in sieben Inspektionen (die siebente wurde 1964 aufgestellt) und insgesamt wiederum einundzwanzig Hörsäle gliederten. 1969 kam eine weitere (C) Lehrgruppe hinzu, die allerdings 1972 wieder aufgelöst wurde. Darüber hinaus wurde der HOS III ein Lehrbataillon angegliedert.

## Kommandeure
- Brigadegeneral Wilhelm Heß (1958–1962)
- Brigadegeneral Klaus Hoheisel (1962–1965)
- Brigadegeneral Heinz-Georg Lemm (1965–1969)
- Brigadegeneral Hans Teusen (1969–1971)
- Brigadegeneral Arndt-Dieter Thormeyer (1971–1974)

## Lehrbataillon
Der HOS III wurde zeitweise ein im August 1958 in der Eberhard-Finckh-Kaserne in Großengstingen aufgestelltes Lehrbataillon (LehrBtl HOS III) direkt unterstellt. Diesem wiederum unterstanden eine Bataillonsführungsgruppe mit weiteren Untergliederungen. Es knüpfte an die Tradition des Königlich Bayerischen Infanterie-Leib-Regiments an. 1959 zog es in das Lager Heuberg bei Stetten am kalten Markt. Ein Jahr später verlegte das Bataillon in die Jensenkaserne nach München. 1963 erfolgte durch das Lehrbataillon die Übernahme der Kronprinz-Rupprecht-Kaserne im Münchner Stadtteil Am Hart. Das Lehrbataillon wurde 1959 als Panzergrenadierlehrbataillon 283 neu aufgestellt bzw. 1970 in Panzergrenadierlehrbataillon 243 und 1973 in Panzergrenadierbataillon 243 umbenannt. Im Jahre 1970 endete dann auch die Unterstellung unter die HOS III; die Panzergrenadierbrigade 24 in Landshut übernahm deren Aufgaben.

## Ausbildung, Bildung und Erziehung
Durch die Inbetriebnahme der drei Heeresoffizierschulen war eine „Standardisierung“ der Offizierausbildung angestrebt. An der HOS III wurden im Laufe der Zeit mehrere Tausend Berufs-, Zeit- und Reserveoffiziere militärfachlich und wissenschaftlich ausgebildet.
Bedeutung erlangte an den Heeresoffizierschulen der 1957 durch ein „Grundsatzprogramm“ vereinheitlichte militärhistorische Unterricht, der inhaltlich einen Zeitraum vom Dreißigjährigen Krieg bis zum Ende des Zweiten Weltkrieges umfasste. So war Oberstleutnant Karl-Hermann Freiherr von Brand zu Neidstein, zeitweise Leiter des Wehrgeschichtlichen Museums Raststatt, in den Lehrgruppen der HOS III Lehrer für „Militär- und Kriegsgeschichte“. Später übernahm die Gruppe der Truppenfachlehrer den Bereich „Wehrgeschichte“.
Ab 1968 wurde an der HOS III eine Wissenschaftliche Gruppe aufgebaut. Ihr Leiter war von 1968 bis 1973 der Wissenschaftliche Direktor Franz W. Seidler (Geschichte), dem zahlreiche Gastdozenten aus unterschiedlichen Bereichen wie Geschichte, Pädagogik, Psychologie, Naturwissenschaften, Politikwissenschaften und Wirtschaftswissenschaften zur Seite standen. Es dozierten u. a. der Wissenschaftliche Direktor Helmut Ibach (Politische Wissenschaft), der Wissenschaftliche Rat Rolf K. Hočevar (Politische Wissenschaft) und die Wissenschaftliche Oberrätin Christiane Busch-Lüty (Wirtschaftswissenschaft).

## Internationales
Engere Beziehungen (Kadettenaustausche u. a.) unterhielt die Heeresoffizierschule zu Militärakademien der NATO-Staaten u. a. der United States Military Academy in West Point, der Accademia Militare in Modena und der Heereskriegsschule in Ankara.

## Sport
Die HOS III war zum einen für die dienstliche Sportausbildung der Offizieranwärter zuständig; es konnten das Deutsche Sportabzeichen usw. erworben werden. Auch nahm man an den alljährlichen  Sportfesten der Offizierschulen der Bundeswehr teil.
Zum anderen fungierte sie als Trainingszentrum des deutschen Heeres für den Modernen und Militärischen Fünfkampf. Die Schule brachte international erfolgreiche Militärathleten wie Herwig Wrede und Eckhard Henning hervor. Zu den Sportlern des Heeres gehörte auch der Moderne Fünfkämpfer Theodor Dieker, der in den 1960er Jahren zweimal Deutscher Meister wurde.
Im Vorfeld der in München im August und September 1972 ausgetragenen XX. Olympischen Sommerspiele unterstützte die Heeresoffizierschule III 1971/72 als Arbeitsstabgruppe im Münchner Wehrbereichskommando VI das Organisationskomitee, indem sie Liegenschaften bereitstellte (u. a. Unterkünfte für Sportdolmetscher) und den Bundeswehreinsatz organisierte. Für die Vorbereitungen der Spiele wurde zeitweise der Lehrbetrieb eingestellt. Von Mai bis August 1972 fanden an der Heeresoffizierschule vorolympische Testwettkämpfe statt. Mehrere Volleyball-Mannschaften trainierten in der hiesigen Turnhalle. Etwa 20.000 Bundeswehrsoldaten wurden durch die Arbeitsgruppe der HOS III eingesetzt, darunter 30 Projektoffiziere auf dem nahe gelegenen Olympiagelände. Vier Leitungsoffiziere wurden für die durch Willi Daume, NOK-Präsident, geleitete Olympiazentrale abgestellt.

## Bibliothek
Im Jahre 1958 wurde die Bibliothek der HOS III gegründet. Sie verfügte über eine Fach- (militärfachliches und wissenschaftliches Quellenmaterial), eine Truppen- (Unterhaltungsliteratur) und eine Seminarbücherei (Grundlagenliteratur und Nachschlagewerke). Über 19.200 Bände gingen 1974 in den Bestand der Münchner Wehrbereichsbibliothek VI (WBB) über. Heute befinden sich ca. 12.300 Bände aus den Bereichen Militärwesen und Militärgeschichte in der Universitätsbibliothek der Universität der Bundeswehr München, welche seit den 2000er Jahren die übernommene wissenschaftliche Fachbibliothek WBB betreut und ausbaut.

## Publikationen
Einige an der HOS III angefertigte Arbeiten wurden in die Schriftenreihe Innere Führung des Führungsstabs der Streitkräfte aufgenommen. Von 1959 bis 1962 gab die HOS III die 33-bändige Reihe Studien über Zeitfragen heraus, in denen Gert Verstl u. a. veröffentlichte. 1966/67 wurde eine kleine Schriftenreihe herausgegeben, in der etwa die Lehrgangsarbeit von Klaus Olshausen erschien. Im Münchner Olzog Verlag war Seidler 1970 Herausgeber des einzigen Bandes der Studien der Heeresoffizierschule München.